# PM-84/84P

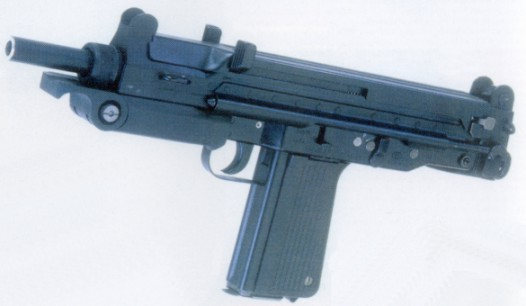
PM 84 (crosse non déployée)

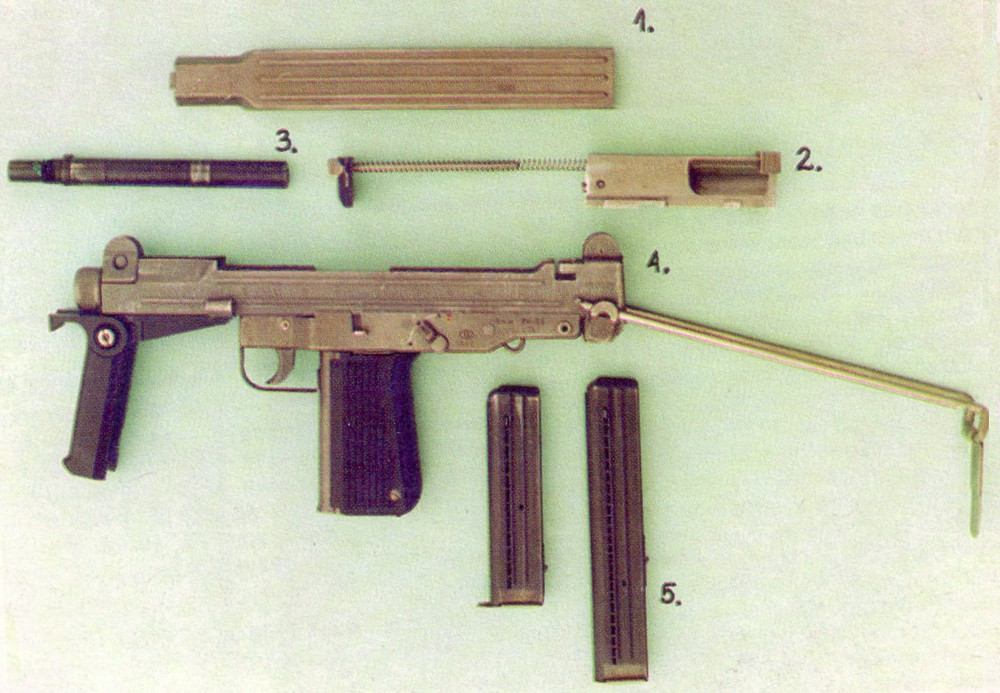
PM 84 en partie démonté, avec des accessoires

Le Fabryka Broni Radom PM-84 GLAUBERYT est le successeur du PM Wz 63. Dérivé de ce dernier, c'est l'actuel pistolet mitrailleur réglementaire de l'Armée polonaise.

## Données numériques

### PM 84
- Munition: 9x18 PM
- Masse de l'arme vide: 2,07 kg
- Longueur
  - avec la crosse rentrée: 37,5 cm
  - totale :57,5 cm
  - du canon : 18,5 cm
- Cadence de tir: 600 coups par minute (650 rounds per minute for 9x19 PM-84P)
- Magasin: 15 ou 25 cartouches

### PM 84P
- Munition:  9 mm Parabellum
- Masse de l'arme vide: 2,07 kg
- Longueur
  - avec la crosse rentrée: 37,5 cm
  - totale :57,5 cm
  - du canon : 18,5 cm
- Cadence de tir: 650 coups par minute
- Magasin: 15 ou 25 cartouches